# Discographie de Scarlett Johansson
Cette page regroupe la discographie de Scarlett Johansson.

## Albums

### Albums studio
| 2008                                                   | Anywhere I Lay My Head    | Atco/Rhino | 64  | 126 | 1 | 15 | 30 | 30 | 26 | 65 | 27 | 30 | 25 |
| 2009                                                   | Break Up (avec Pete Yorn) | Atco/Rhino | 160 | 41  | - | 58 | 45 | 78 | 18 | -  | -  | -  | -  |
| "–" signifie qu'il n'a pas été classé dans les charts. |                           |            |     |     |   |    |    |    |    |    |    |    |    |

### Musique de films
- He's Just Not That Into You (Bande originale du film Ce que pensent les hommes) (2009) - Interprète du titre Last Goodbye

## Singles
| 2008                                                   | Falling Down           | -   | - | 70 | 23         | -  | Anywhere I Lay My Head                               |
| 2008                                                   | Anywhere I Lay My Head | -   | - | -  | -          | -  | Anywhere I Lay My Head                               |
| 2009                                                   | Relator                | 189 | - | -  | 10 (Be-Fr) | 19 | Break Up (avec Pete Yorn)                            |
| 2009                                                   | Blackie's Dead         | -   | - | -  | -          | -  | Break Up (avec Pete Yorn)                            |
| 2016                                                   | Trust in Me            | -   | - | -  | -          | -  | The Jungle Book (Original Motion Picture Soundtrack) |
| "–" signifie qu'il n'a pas été classé dans les charts. |                        |     |   |    |            |    |                                                      |